# Kurt Ott (piloto de bobsleigh)
Kurt Ott es un deportista suizo que compitió en bobsleigh en la modalidad cuádruple. Ganó dos medallas en el Campeonato Europeo de Bobsleigh, oro en 1982 y bronce en 1985.

## Palmarés internacional
| Campeonato Europeo | Campeonato Europeo   | Campeonato Europeo | Campeonato Europeo |
| Año                | Lugar                | Medalla            | Prueba             |
| ------------------ | -------------------- | ------------------ | ------------------ |
| 1982               | Sankt Moritz (Suiza) | Medalla de oro     | Cuádruple          |
| 1985               | Sankt Moritz (Suiza) | Medalla de bronce  | Cuádruple          |